# Cortes de Tajuña
Cortes de Tajuña es una localidad española, pedanía del municipio de Alcolea del Pinar, perteneciente a la provincia de Guadalajara, en la comunidad autónoma de Castilla-La Mancha. Está situada en la margen derecha del río Tajuña

## Geografía
Su antiguo término municipal ocupaba aproximadamente de 2400 hectáreas, de las que 1000 aproximadamente son de monte, predominando el roble y la encina, otras 800 hectáreas de campo y 600 de cultivo de secano.

## Historia
Hacia mediados del siglo XIX, el lugar, por entonces con ayuntamiento propio, tenía contabilizada una población de 60 habitantes. La localidad aparece descrita en el séptimo volumen del Diccionario geográfico-estadístico-histórico de España y sus posesiones de Ultramar de Pascual Madoz de la siguiente manera:

CORTES: l. con ayunt. en la prov. de Guadalajara (13 leg.), part. jud. y dióc. de Sigüenza (4), aud. terr. de Madrid (23), c. g. de Castilla la Nueva: sit. entre 2 cerros, a las márg. del r. Tajuña, le combate principalmente el viento SO., su clima es sano y las enfermedades mas comunes fiebres intermitentes; tiene 34 casas, la de ayunt.; escuela de instruccion primaria concurrida por 10 alumnos de ambos sexos, á cargo de un maestro dotado con 20 fan. de trigo y 100 rs.; y una igl. parr. (el Salvador) servida por un cura de provision real y ordinaria en concurso: confina el térm. N. Villaverde; E. Laranueva; S. Abanades, y O. La Hortezuela: el terreno fertilizado en parle por el Tajuña, es de mediana calidad, comprende un monte de encina y roble, bastante destrozado. caminos: los locales en mal estado: correo: se recibe y despacha en la estafeta de Alcolea del Pinar. prod.: trigo, cebada, avena, garbanzos, lentejas, yeros y patatas: cria ganado lanar y las caballerías necesarias para la agricultura; caza de perdices y pesca de truchas y anguilas. ind.: la agricola y un molino harinero. comercio: esportacion del sobrante de frutos y ganados é importacion de los art. que faltan. pobl.: 30 vec., 94 alm. cap. prod.: 756,670 rs. imp.: 41,100 rs. contr.: 2,233. presupuesto municipal: 1,500 rs., se cubre por reparto vecinal.
(Madoz, 1847, p. 33)

Hasta la reforma de la nomenclatura municipal de 1916 el municipio se llamaba simplemente Cortes. En dicha fecha su nombre fue modificado por el de Cortes de Tajuña. El municipio de Cortes de Tajuña desapareció en 1970, al fusionarse con los de Alcolea del Pinar, Tortonda y Villaverde del Ducado.

## Demografía
| Gráfica de evolución demográfica de Cortes de Tajuña entre 1842 y 1960 |
| |
| Población de derecho según los censos de población del INE Población de hecho según los censos de población del INEEntre el censo de 1970 y el anterior, este municipio desaparece porque se integra en el municipio Alcolea del Pinar |

## Fiestas
Su fiesta patronal es en Santa Bárbara el 4 de diciembre, aunque hace ya muchos años que dejó de celebrarse por la falta de habitantes en esas fechas.[cita requerida] Actualmente se celebra San Roque el 16 de agosto. Dicho día se procesionan las imágenes de ambos santos y se realiza una merienda en su honor.[cita requerida]
Las fiestas del mes de agosto cuentan con actividades para los más pequeños, como juegos infantiles, hinchables, concurso de disfraces, hasta actividades para la población adulta como torneo de mus, verbena, misas, etc. Además cuentan con una gran fiesta de parque infantil y juegos infantiles